# Albertonykus
Az Albertonykus (jelentése 'Alberta-karom') az alvarezsaurida dinoszauruszok egyik neme, amely a késő kréta korban, a kora maastrichti alkorszakban élt a kanadai Albertában. Több példány mellső és hátsó lábainak maradványai alapján ismert, melyeket a Horseshoe Canyon-formációban fedeztek fel. Ezek közül két példányra egy olyan csontmederben találtak rá, ahol az Albertosaurus fosszíliái nagy mennyiségben fordultak elő. Az Albertonykust olyan állatként értelmezik, amely a fákon fészkelő termeszekkel táplálkozott, mivel úgy tűnik, hogy a mellső lábai az ásásra specializálódtak, de üregásáshoz túl rövidek voltak. Az Albertonykus a legkorábbi ismert észak-amerikai alvarezsaurida; az alvarezsauridák elszigetelt maradványai a későbbi montanai és wyomingi kőzetegységekből váltak ismertté.
Típusfaja az A. borealis, melyről Nicholas Longrich és Philip J. Currie készített leírást 2008-ban. A faj nevének (borealis) jelentése 'észak'.

## Felfedezés
Az 1900-as évekig az Albertonykushoz hasonló dinoszauruszok létezéséről senki sem tudott. 1910-ben, az amerikai őslénykutató, Barnum Brown és csapata rátalált egy olyan lelőhelyre, ami tele volt a tyrannosauridák közé tartozó Albertosaurus sarcophagus csontjaival. Innen egyetlen helyről legalább kilenc Albertosaurus példány került elő, de az ásatást két hét után leállították. A lelőhely később több, mint húsz újabb Albertosaurus lelettel szolgált, és még nem tárták fel teljesen. Nem tudni miért gyűlt össze annyi tyrannosaurida egy helyen: a kanadai University of Calgary őslénykutatója, Nick Longrich feltételezése szerint a hely egy ragadozó csapdához tartozott, ahol a táplálék reményében érkezett állatok elmerültek. A University of Alberta Philip J. Currie által vezetett kutatócsoportja közel tizenkét, ismeretlen fajhoz tartozó Albertosaurus kar és lábcsontot fedezett fel a kanadai Albertában, 2002-ben. A csontokat az albertai Royal Tyrrell Múzeumban helyezték el.
Longrich 2005-ben, mikor megpróbálta összehasonlítani az Albertosaurus karmait más dinoszauruszokéval, rábukkant a fosszíliákra. Megvizsgálta a Dry Island Buffalo Jump Tartományi Parkban levő Albertosaurus csontmederben talált csontokat, melyek korát 70 millió évre tette, és rájött, hogy azok egy teljesen ismeretlen fajhoz tartoznak. Bár az Albertonykus csontvázának töredékeire már korábban rátaláltak, nem azonosították azokat külön fajként. Az új ázsiai és dél-amerikai felfedezések által fény derült e korábban ismeretlen theropoda dinoszaurusz létezésére.

## Anatómia
Az Albertonykus a legkisebb ismert alvarezsaurida, amelyet Észak-Amerikában valaha felfedeztek, a hossza csak 70 centimétert ért el. Az alvarezsauridák jellemzően karcsú hátsó lábakkal, hosszú, merev farokkal és szokatlanul rövid mellső lábakkal rendelkeztek, melyek az első ujjon nőtt nagy karom megtartása érdekében megerősödtek. Bár az Albertonykus koponyacsontjait nem találták meg, a rokonságába tartozó, Mongóliában élt állatok leginkább az övesállatokhoz és a hangyászokhoz hasonló keskeny, apró fogakkal teli pofával rendelkeztek. Az Albertonykus valószínűleg rovarevő volt, amely nagy karmai segítségével korhadt fatörzseket nyitott fel, hogy rátaláljon a zsákmányára. A többi alvarezsauridához hasonlóan az Albertonykus mellső lábai ásáshoz alkalmazkodtak, de üregek kialakításához túl rövidek voltak. Az Albertonykus csontváza jelenleg még nem teljesen ismert, de mongóliai rokonainak fosszíliái alapján következtetni lehet arra, hogy a hiányzó részei hogyan néztek ki.
Felbecsülték lehetséges zsákmányait, és összevetették azokat a kolóniákban élő rovarok fosszilis maradványaival. A kréta időszakban a hangyák nem számítottak az ökoszisztéma fontos részének, a dombokat építő termeszek pedig csak az eocénben jelentek meg. Ezek alapján lehetséges, hogy az Albertonykus falakó termeszekkel táplálkozott. Ezt az elméletet az Albertonykus lelőhelyeként szolgáló Horseshoe Canyon-formációban megőrződött megkövesedett fák vizsgálatával tesztelték. Az itt talált famaradványokon gyakran láthatók a termeszek által okozottakhoz hasonló sérülések.

## Osztályozás
Az Albertonykus a szokatlan theropodák csoportja, az Alvarezsauridae család tagja, és azon kevesek egyike, amelyeket nem Dél-Amerikában vagy Ázsiában fedeztek fel. A filogenetikus elemzés kimutatta, hogy az Albertonykus az ázsiai Mononykinae klád testvértaxonja, ami támogatja azt az elméletet, ami szerint az alvarezsauridák Dél-Amerikából származnak, és Észak-Amerikán át jutottak el Ázsiába. Az Albertonykus felfedezése fontos információval szolgált az alvarezsauridák biológiájával kapcsolatban.

## Fordítás
- Ez a szócikk részben vagy egészben az Albertonykus című angol Wikipédia-szócikk ezen változatának fordításán alapul.  Az eredeti cikk szerkesztőit annak laptörténete sorolja fel. Ez a jelzés csupán a megfogalmazás eredetét és a szerzői jogokat jelzi, nem szolgál a cikkben szereplő információk forrásmegjelöléseként.